# Lista över ryska filmer från 2010
Detta är en lista över filmer producerade i Ryssland 2010.

## Lista
| Titel                        | Rysk titel               | Regissör                                | Kända skådespelare | Genre | Nomineringar med mera                                                  |
| ---------------------------- | ------------------------ | --------------------------------------- | ------------------ | ----- | ---------------------------------------------------------------------- |
| Happy end                    | «Счастливый конец»       | Jaroslav Tjevajevskij                   |                    |       |                                                                        |
| Nasha Russia. The Eggs Fates | Наша Russia. Яйца судьбы | Gleb Orlov                              |                    |       |                                                                        |
| Europe-Asia                  | Европа-Азия              |                                         |                    |       |                                                                        |
| Kandagar                     | Кандагар                 | Andrej Kavun                            |                    |       |                                                                        |
| Passio Phonogram             | Фонограмма страсти       | Nikolaj Lebedev                         |                    |       |                                                                        |
| We from the future 2         | Мы из будущего 2         | Aleksandr Samochvaov                    | Boris Rostov       |       |                                                                        |
| What Men talk about          | О чём говорят мужчины    | Dmitrij Dyasjtjenko                     |                    |       |                                                                        |
| How I Ended This Summer      | Как я провёл этим летом  | Aleksej Popogrebskij                    |                    |       | Filmen nominerades till en Guldbjörn vid Filmfestivalen i Berlin       |
| Brända av solen 2            | Утомлённые солнцем 2     | Nikita Michalkov                        |                    |       | Filmen nominerades för en Guldbjörn vid Filmfestivalen i Berlin        |
| The Edge                     | Край                     | Aleksej Utjitel                         |                    |       | Filmen nominerades till en Golden Globe för bästa utländska film 2010. |
| Dark World                   | Тёмный мир               | Anton Megerdistjev                      |                    |       |                                                                        |
| Yolki (2010)                 | Ёлки                     | Aleksandr Vojtinskij, Dimitrij Kiseljov |                    |       |                                                                        |